# Boom de la laine en Nouvelle-Zélande

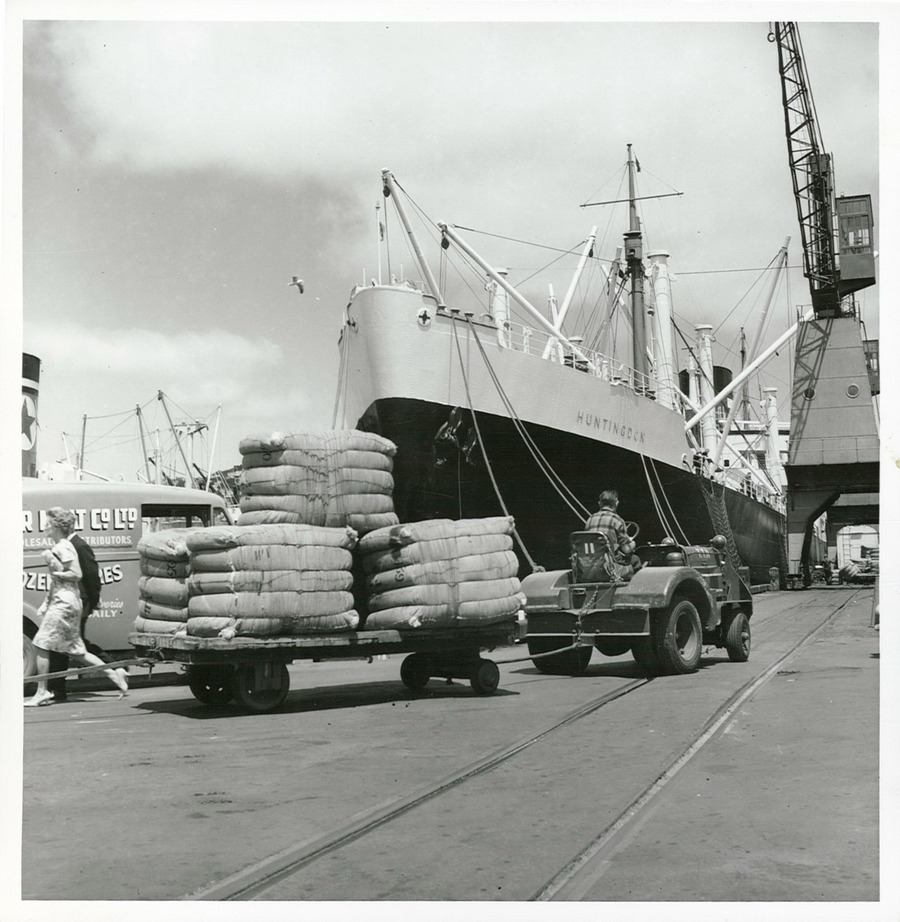
Cargaison provenant de Nouvelle-zélande

Le boom de la laine en Nouvelle-Zélande ou wool boom de 1951 est l'un des principaux booms économiques de l'histoire de la Nouvelle-Zélande, et le résultat direct de la politique des États-Unis pendant la guerre de Corée (1950-1953).
En 1950, en préparation à la guerre de Corée, les États-Unis cherchent à acheter de grandes quantités de laine pour compléter leurs stocks stratégiques. Cela conduit au plus grand boom de la laine de l'histoire de la Nouvelle-Zélande, le cours de la laine triplant dans la nuit. En 1951, la Nouvelle-Zélande connaît une croissance économique telle qu'elle n'en a pas connu depuis. Les répercussions du boom se font ressentir jusqu'à la fin des années 1950, date à laquelle le nombre d'exploitations est à son apogée.
Le cours de la laine à l'exportation avait rechuté de 40% en 1966, le nombre d'ovins en Nouvelle-Zélande continue malgré tout à croître. D'un total de 34,8 millions d'ovins en 1951, ce nombre atteint un pic à 70,3 millions en 1982. Cependant, les réformes ultérieures - prises par la Fourth Labour Government (en) - visant à libéraliser le marché et la suppression des subventions agricoles, conduit à une baisse de la population ovine encore plus rapidement qu'elle n'avait progressé. En 2004, le troupeau national avait chuté à un total de 39,3 millions de têtes, un plus bas depuis 50 ans.
Au cours des dernières années, la population ovine s'est remise à croître, pour la première fois depuis 1982. La population ovine en Nouvelle-Zélande remonte à 40,1 millions en juin 2006. 